# Kopani, Djankoi
Kopani (în ucraineană Копані) este un sat în comuna Iermakove din raionul Djankoi, Republica Autonomă Crimeea, Ucraina.

## Demografie
Componența lingvistică a localității Kopani
     Rusă (49,33%)
     Tătară crimeeană (37,33%)
     Ucraineană (13,33%)
Conform recensământului din 2001, nu exista o limbă vorbită de majoritatea populației, aceasta fiind compusă din vorbitori de rusă (49,33%), tătară crimeeană (37,33%) și ucraineană (13,33%).